# Порцель, Леонид Михайлович
Порцель Леонид Михайлович (1889—1932) — российский и советский морской полярный лётчик, начальник Мурманского гидроотряда и воздушного флота Балтийского моря.

## Биография
Родился 22 октября 1889 года в Санкт-Петербурге. В 1908 году окончил реальное училище, в сентябре 1909 года в Кронштадте поступил в Морское инженерное училище Императора Николая I, в котором учился до 1912 года.

### Участие в Первой мировой войне

Порцель Л. М. - юнкер флота, охотник морского отряда при Кавказской туземной конной дивизии

В январе 1912 года принят на воинскую службу юнкером флота. В январе 1914 года уволен в запас, но уже в июле, по мобилизации, зачислен во 2-й Балтийский флотский экипаж. Подал прошение, и в сентябре 1914 года был зачислен «охотником» (добровольцем) пулемётной команды в отряд Балтийского флота при Кавказской туземной конной дивизии. Все офицеры и матросы поступали в этот отряд добровольно. В январе 1915 года был ранен и направлен на лечение в Киев. После выздоровления вернулся в отряд, до марта 1916 года воевал в Карпатах, Галиции и Буковине. За отличия в боях Порцель в марте 1916 года был награждён Георгиевским крестом 4-й степени № 584612.

### Лётчик морской авиации
В июне 1916 года поступил в Школу морской авиации Российского императорского военно-воздушного флота. Обучался полётам в Петрограде и Ораниенбауме, в сентябре 1916 года в составе лётчиков Петроградской школы прибыл на зимний период обучения в Бакинское отделение Офицерской школы морской авиации. 10 ноября 1916 года Высочайшим приказом по флоту и Морскому ведомству № 1652 произведён по экзамену в прапорщики по Адмиралтейству.
После Октябрьской революции остался в России. 15 марта 1918 года Порцель вместе с лётчиками Бакинской гидрошколы убыл в Нижний Новгород. В ноябре 1918 года уехал в Петроград для сдачи экзамена на звание морского лётчика. В июне 1919 года Порцель, в качестве лётчика-инструктора Школы морской авиации им. Л. Д. Троцкого, участвовал в подавлении Кронштадтского мятежа на форте «Красная горка».
7 июля 1919 года назначен пилотом Ораниенбаумского воздушного дивизиона, совершал боевые вылеты во время военных действий в районе Петрограда и Финского залива. В июне 1920 года назначен начальником 1-го гидроотряда 1-го воздушного дивизиона Воздушной бригады Балтийского флота, а в августе 1920 года стал начальником 2-го воздушного дивизиона Воздушной бригады БФ и направлен в командировку на Север, в Архангельске и Мурманске выбирал места для базирования двух гидроотрядов. В октябре 1920 года назначен помощником командира Воздушной бригады по оперативной и строевой части, а в декабре стал начальником Мурманского гидроотряда. 26 декабря 1920 года Приказом PBСP назначен начальником воздушного флота Балтийского моря.
С марта 1921 года служил в оперативном отделе штаба 7-й армии специалистом по авиационным делам. В мае того же года переведён в Харьков на должность помощника начальника Украинского воздушного флота по гидроавиации, но уже с августа, в связи с упразднением должности, находился в распоряжении начальника Воздушного флота Балтийского моря и был занесён в списки лётчиков Беломорского гидроотряда в Архангельске. В октябре 1921 года назначен начальником 2-го дивизиона Воздушной дивизии Балтийского моря. 29 декабря — выведен в резерв Воздушного флота, прикомандирован к 1-му разведывательному гидроотряду, 31 декабря убыл в Петрозаводск для подавления Карельского восстания.
В марте 1922 года назначен временно исполняющим должность начальника штаба Воздушного флота Балтийского моря, с мая — начальник штаба ВВС БФ. 3 августа 1922 года вступил во временное командование ВВС Балтийского моря и прослужил в этой должности до начала января 1924 года. В марте 1924 года назначен начальником одного из гидроотрядов, в сентябре 1925 года — командиром морского отряда Школы лётчиков-наблюдателей им. К. Е. Ворошилова. В октябре 1925 года Порцель стал слушателем Специальных академических курсов морской авиации при Морской академии. В июле 1926 года, после окончания курсов, назначен командиром 1-го отряда Отдельной морской миноносной эскадрильи Черноморского флота, дислоцирующейся в Севастополе. В 1927—1928 годах командовал 60-й отдельной авиаэскадрильей, 65-го отдельным авиаотрядом и служил помощником начальника штаба ВВС Чёрного моря по оперативной и учебной части.
15 апреля 1929 года выведен в резерв РККА, зачислен на работу в общество «Добролёт» в Иркутске. Летал по маршруту Иркутск-Якутск и Иркутск-Бодайбо. 1 февраля 1931 года перешёл на работу в «Комсеверпуть» Наркомата внешней и внутренней торговли СССР, чья основная база располагалась в Красноярске. В августе 1932 года переведён в авиаслужбу Карской морской экспедиции по разведке льдов и проводке судов в Карском море.
7 сентября 1932 года Леонид Михайлович Порцель трагически погиб при аварии летающей лодки «Дорнье Валь» с регистрационным номером Н3 и именем «Комсеверпуть № 3» над проливом Маточкин Шар. Экипаж летающей лодки при развороте не смог справиться с нисходящим потоком сильного ветра и лодка упала в воду. Из шести членов экипажа погибли командир экипажа Порцель, пилот Г. В. Дальфонс, летнаб-штурман В. В. Ручьев, в живых осталось трое, находившиеся в хвостовом отсеке — бортмеханик В. С. Чечин, помощник бортмеханика Р. Б. Проворихин, начальник авиаслужбы М. И. Шевелёв, которым удалось добраться до полярной станции Маточкин Шар.